# Орлова, Вера Георгиевна
Вера Георгиевна Орлова (Аренская) (1894—1977) — русская советская актриса театра и кино. Жена писателя Павла Аренского (с 1924 г.).

## Биография
Родилась 27 мая 1894 года.
По окончании Женской гимназии работала конторщицей в московской конторе железных дорог, одновременно брала частные уроки актёрского мастерства у актёра и педагога МХТ Н. О. Массалитинова. В 1913—1915 годах училась в Школе МХТ.
В 1913—1924 годах была актрисой МХТ. В 1924—1936 годах — актриса МХАТа второго. В 1945—1951 годах работала актрисой Театра-студии киноактёра.
В кино снималась с 1915 года, и за три года работы в дореволюционном кино сыграла в тридцати фильмах. Первая её роль — главная роль крестьянской девушки в фильме «Чайка» (по романсу тех лет «Вот вспыхнуло утро, над озером чайка летит»). Первым режиссёром в кино был Яков Протазанов, партнёром — Иван Мозжухин. После отъезда Протазанова Орлова работала на нескольких фильмах с Александром Ивановским, а после возвращения Якова Александровича из эмиграции сыграла второстепенную роль в его первом советском фильме — «Аэлита» (1924).
Умерла 28 сентября 1977 года в Москве, похоронена на Новодевичьем кладбище столицы.
В РГАЛИ имеются документы, относящиеся к В. Г. Орловой[значимость факта?].

## Фильмография
- 1911 — На бойком месте — Аннушка
- 1915 — Николай Ставрогин — Даша
- 1915 — Сашка-семинарист
- 1915 — Я и моя совесть — Нина
- 1916 — Грех
- 1916 — Запрягу я тройку борзых, темнокарих лошадей — Любаша, дочь лесника
- 1916 — Пиковая дама — Лиза
- 1916 — Семейное счастье — Маша
- 1916 — Ястребиное гнездо
- 1917 — Андрей Кожухов — Таня
- 1917 — Кровавая слава — Нелли
- 1917 — Прокурор — сестра Эрика Ольсена
- 1917 — Сатана ликующий — Инга
- 1917 — Царь Николай II, самодержец Всероссийский — Настя
- 1918 — А он, мятежный, ищет бури… — Леночка Крушинская, в дальнейшем монахиня Евлалия
- 1918 — Отец Сергий — дочь купца
- 1918 — Власть тьмы — Марина
- 1918 — Дармоедка — Марина, дочь лесника
- 1918 — Лестница дьявола — «Снежинка»
- 1918 — Не уступлю — Нелли
- 1918 — Постоялый двор — Дуняша
- 1918 — Профессор — Аня Берестова, курсистка
- 1918 — Станционный смотритель — Дуняша
- 1919 — Пунин и Бабурин — Муза
- 1919 — Рабочий Шевырёв (короткометражный) — портниха
- 1919 — Товарищ Абрам — генеральша
- 1921 — Последняя радость (Чехословакия) — Йозефинка
- 1923 — Ужасное приключение (фр. L'Angoissante aventure, Франция)
- 1924 — Аэлита — Маша, невеста Гусева
- 1926 — Проститутка — Надежда
- 1938 — Юные коммунары — Туанет
- 1941 — Боевой киносборник № 6 — ведущая собрания
- 1941 — Два друга — Анна Григорьевна, жена метеоролога
- 1942 — Боевой киносборник № 10 — Ванда Вронецкая, мать больной девочки
- 1944 — Родные поля — мать Жени
- 1951 — Прощай, Америка! — мать Анны Бэдфорд
- 1961 — Когда деревья были большими — сторожиха